# Parque Nacional da Serra Geral
O parque nacional da Serra Geral é uma  unidade de conservação brasileira  de proteção integral da natureza situada na divisa entre os estados do Rio Grande do Sul e de Santa Catarina, com território distribuído pelos municípios de Cambará do Sul, Jacinto Machado e Praia Grande.
Serra Geral foi criado através do Decreto de Nº 531, emitido em 20 de maio de 1992, com uma área de 17 301,96 ha. O território do parque é limítrofe ao do parque nacional de Aparados da Serra, constituindo um ecossistema de rara beleza e importante área de biodiversidade destinada a fins científicos, culturais e recreativos. Sua administração cabe atualmente Instituto Chico Mendes de Conservação da Biodiversidade (ICMBio).

## Geografia

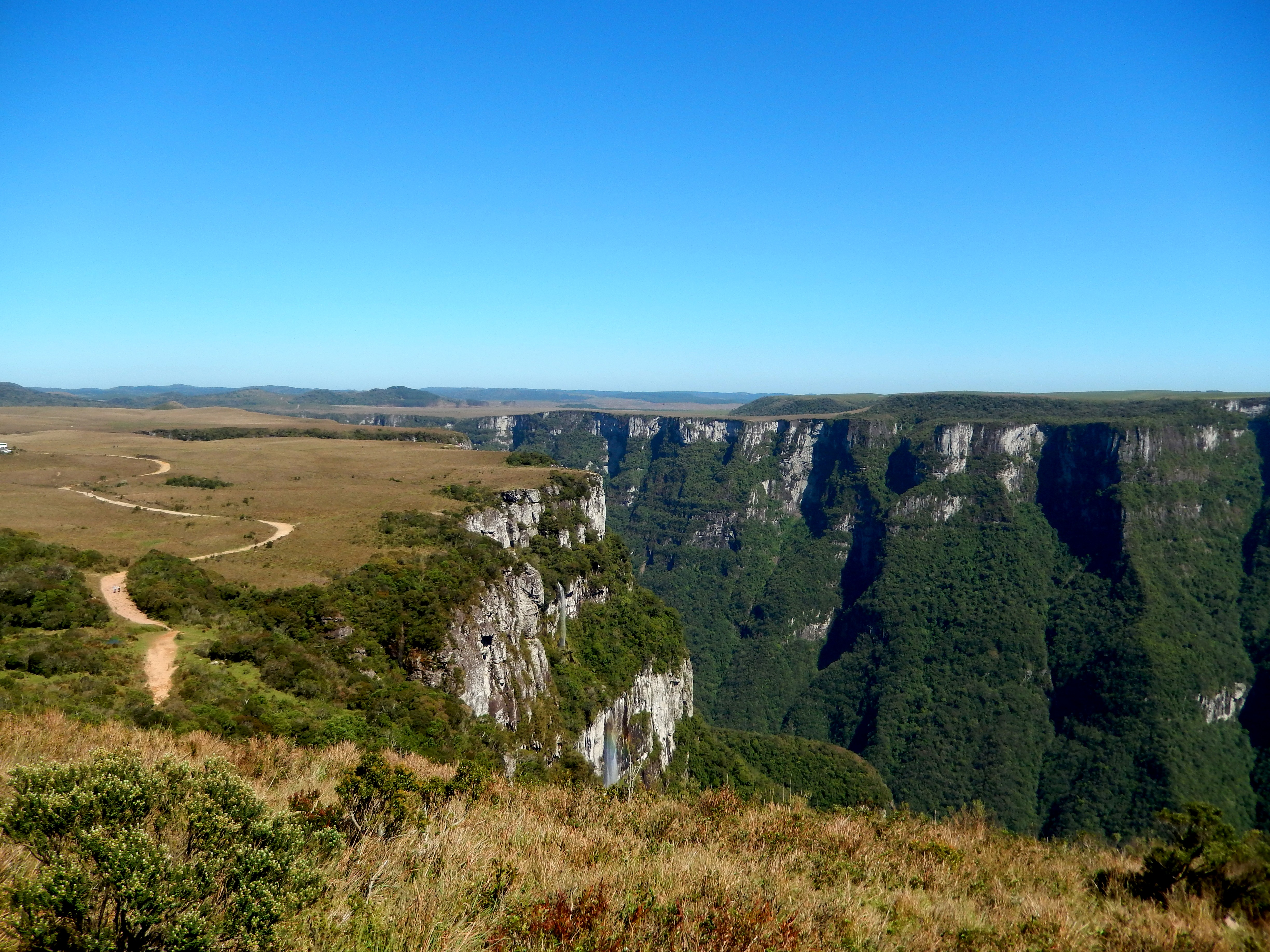
Vista geral do parque.

O parque abrange uma área de 17 301,96 ha, com território distribuído pelos municípios de Jacinto Machado e Praia Grande, em Santa Catarina, e Cambará do Sul, no Rio Grande do Sul. O acesso dá-se através da RS-020, que liga São Francisco de Paula ao município de Cambará do Sul, ou pela SC-360, que liga Praia Grande a Cambará do Sul. A cidade mais próxima à unidade é Cambará do Sul, distante cerca de 190 km da capital gaúcha, Porto Alegre.

### Relevo
O relevo sul catarinense é acentuado, com montanhas e vales profundos recortando a borda do planalto. O lado gaúcho é caracterizado por coxilhas suaves e vales rasos. Sem transição, as ondulações suaves dão lugar a paredões verticais e rochas basálticas. Com  950 m de altitude média, nos dias claros é possível avistar o oceano Atlântico, desde as bordas dos desfiladeiros, bem como diversas cidades próximas da costa, como Praia Grande ou Torres, no Rio Grande do Sul.
Formado a partir de intensas atividades vulcânicas ocorridas há milhões de anos sucessivos, derrames de lava vieram a originar o Planalto Sulbrasileiro, coberto por campos limpos, matas de araucárias e inúmeras nascentes de rios cristalinos. Ao leste, este imenso platô é subitamente interrompido por abismos verticais que levam à região litorânea, daí originando-se o nome de Aparados da Serra. Em alguns pontos, decorrentes de desmoronamentos, falhas naturais da rocha e processos de erosão, encontram-se grandiosos desfiladeiros, dentre os quais os mais conhecidos: o Churriado, o Malacara e o Fortaleza.

### Clima
O clima é mesotérmico brando superúmido sem seca. As temperaturas médias anuais estão entre 18 a 20 °C, com máxima absoluta de 34 a 36 °C e mínima absoluta de −4 a −8 °C. A pluviosidade varia entre 1 500 e 2 000 mm anuais.

### Flora

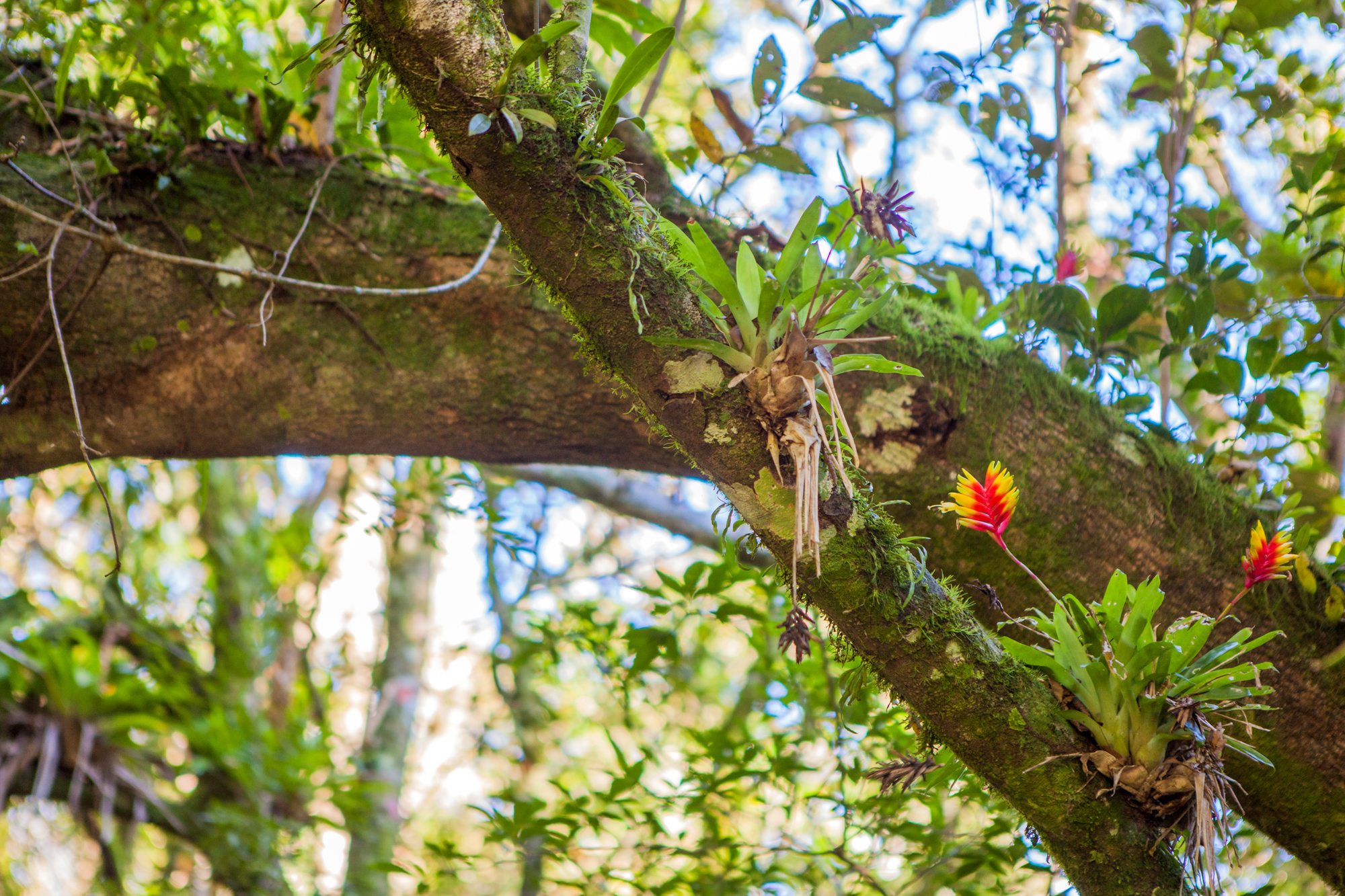
Bromélia no Cânion Realengo.

Coexistem na área a Floresta de Araucária, Campos e a Floresta Pluvial Atlântica, assim como as zonas de transição entre elas. Na Floresta de Araucária destaca-se: o pinheiro-do-paraná, a aroeira, o carvalho, a caúna e o pinheirinho-bravo. Nos Campos predominam as gramíneas. Na Floresta Pluvial Atlântica encontram-se várias espécies como: a maria-mole e a cangerana. 
O interior dos cânions, que sem qualquer transição adentram o planalto rasgando os campos de altitude, é revestido de mata pluvial tropical de folhas perenes, a qual originalmente ocupava toda a encosta da Serra Geral.  Suas escarpadas e verticais encostas de basalto apresentam uma coloração de tons amarelados resultantes dos liquens e da vegetação de ervas e pequenos arbustos que alternam-se com a rocha nua. Já na borda dos cânions, encontra-se a mata nebular de altitude, crescendo sobre solo úmido e turfoso, recebendo esse nome por se encontrar em local onde é freqüente a formação de nevoeiros denominados de "viração", que se elevam da região da planície costeira, criando condições de alta umidade. Também encontra-se neste ambiente úmido e rochoso a Gunnera manicata, espécie vegetal com folhas enormes, de até 1,5 metro de diâmetro e que, além dos Aparados da Serra, é encontrada nas florestas andinas, especialmente ao sul do Chile. Também característica da região é a flor-símbolo do Rio Grande do Sul: a "brinco-de-princesa". 

### Fauna

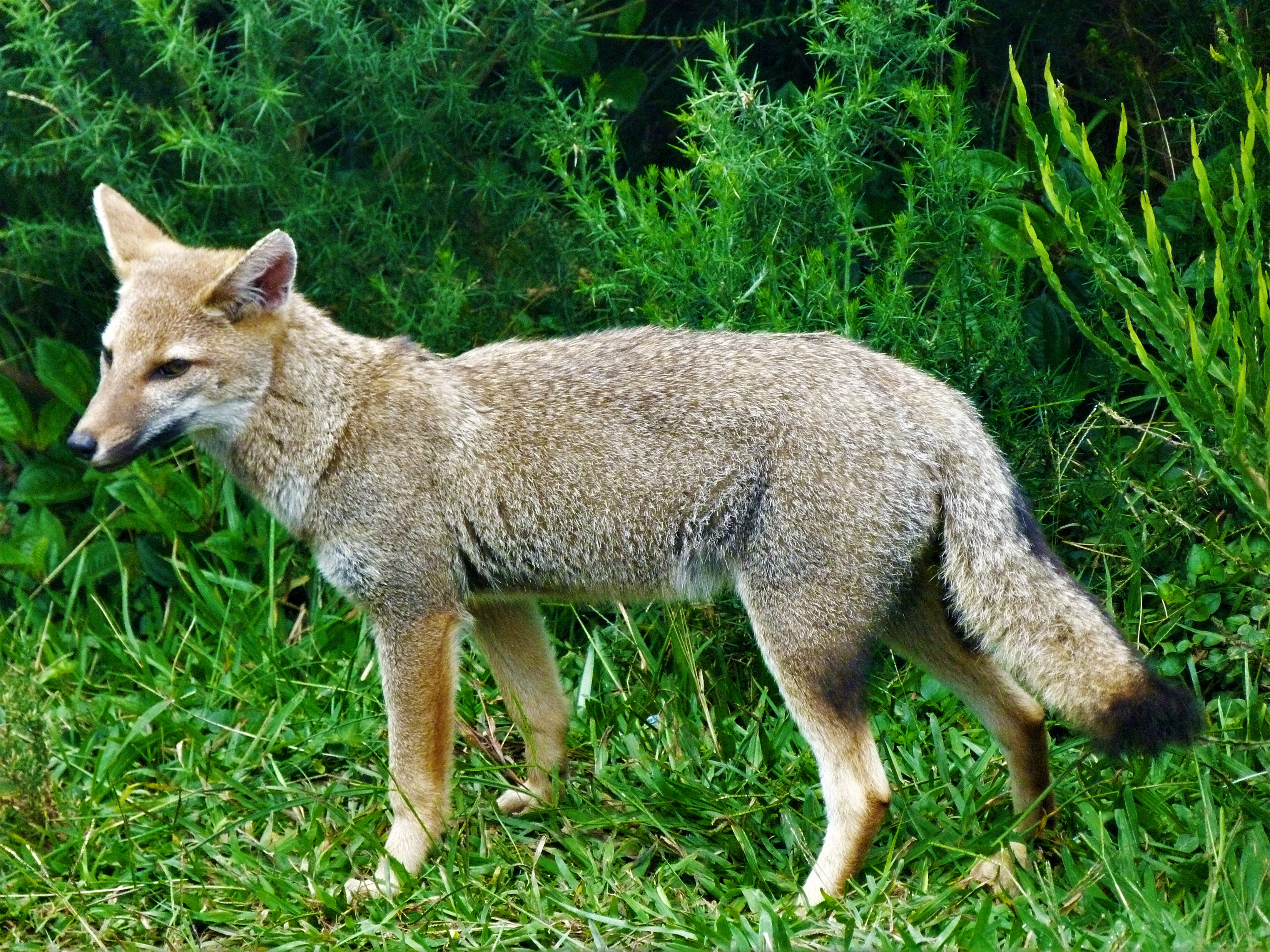
Graxaim-do-campo as trilhas do parque

A fauna silvestre local é rica e constituída por espécies raras e que poucos sabem existirem no Brasil, como o lobo-guará (Chrysocyon brachyurus), a suçuarana ou leão-baio (Felis concolor), o graxaim-do-mato e o veado-campeiro (Ozotocerus bezoarticus), além de raposas, gambás, tatus e bugios. Dentre as aves encontramos a gralha-azul (Cyanocorax caeruleus), o papagaio-charão, periquitos, perdizes, codornas e marrecas, além do típico quero-quero (Vanellus chilensis), ave-símbolo do pampa gaúcho. O gavião-pato (Spizaetus tirannus) e a águia-cinzenta (Harpyhaliaetus coronatus) podem ser eventualmente avistados em áreas de difícil acesso e se encontram ameaçados de extinção. Encontram-se também ofídios peçonhentos.

## Visitação
O mês de janeiro é o mais quente, com médias entre 20 a 22°C; junho e julho são os meses mais frios, com a temperatura atingindo a marca de 0°C. Em função desta variação de temperatura, o visitante pode escolher a melhor época para conhecer o parque. Em função do clima de montanha as condições do tempo podem mudar rapidamente em qualquer época do ano,sendo comum temperaturas inferiores a 10°C em pleno verão.